# Слупчане
Слупча́не (мак. Слупчане) — село у Північній Македонії, входить до складу общини Липково Північно-Східного регіону.
Населення — 3789 осіб (перепис 2002) в 772 господарствах.